# Lliga de Santiago Nord de futbol
La Lliga de Santiago de futbol (Nord) és la lliga regional de la zona nord de l'illa de Santiago, Cap Verd organitzada per l'Associação Regional de Futebol de Santiago Norte, ARFSN. El campió disputa la lliga capverdiana de futbol. És una competició successora de la Lliga de Santiago de futbol.

## Historial
Font:
Campionat Regional
- 1999-00: Barcelona (Tarrafal)
- 2000-01: no es disputà
- 2001-02: Desportivo de Santa Cruz
- 2002-03: Barcelona (Tarrafal)
- 2003-04: Estrela dos Amadores
- 2004-05: Flor Jovem da Calheta
- 2005-06: no es disputà
- 2006-07: Scorpions (Santa Cruz)
- 2007-08: Scorpions (Santa Cruz)
- 2008-09: Estrela dos Amadores
- 2009-10: Scorpions (Santa Cruz)
- 2010-11: Benfica de Santa Cruz
- 2011-12: Estrela dos Amadores
- 2012-13: Scorpions (Santa Cruz)
- 2013-14: Grémio Nhágar
- 2014-15: Beira-Mar

Primera Divisió
- 2015-16: Varandinha
- 2016-17: Benfica de Santa Cruz
- 2017-18: Scorpion Vermelho
- 2018-19: Varandinha